# Dan Reynolds
Dan Coulter Reynolds (n. 14 iulie 1987, Las Vegas, Nevada, Statele Unite ale Americii) este un cântăreț american cunoscut ca și solistul trupei Imagine Dragons. De asemenea a lansat și un E.P. numit „Egyptian” alǎturi de soția lui, Aja Volkman(solista trupei Nico Vega). Hitul trupei Imagine Dragons, Radioactive, a dărâmat recordul de 87 săptămâni în Billboard Hot 100 a melodiei lui Jason Mraz , „I'm yours”.

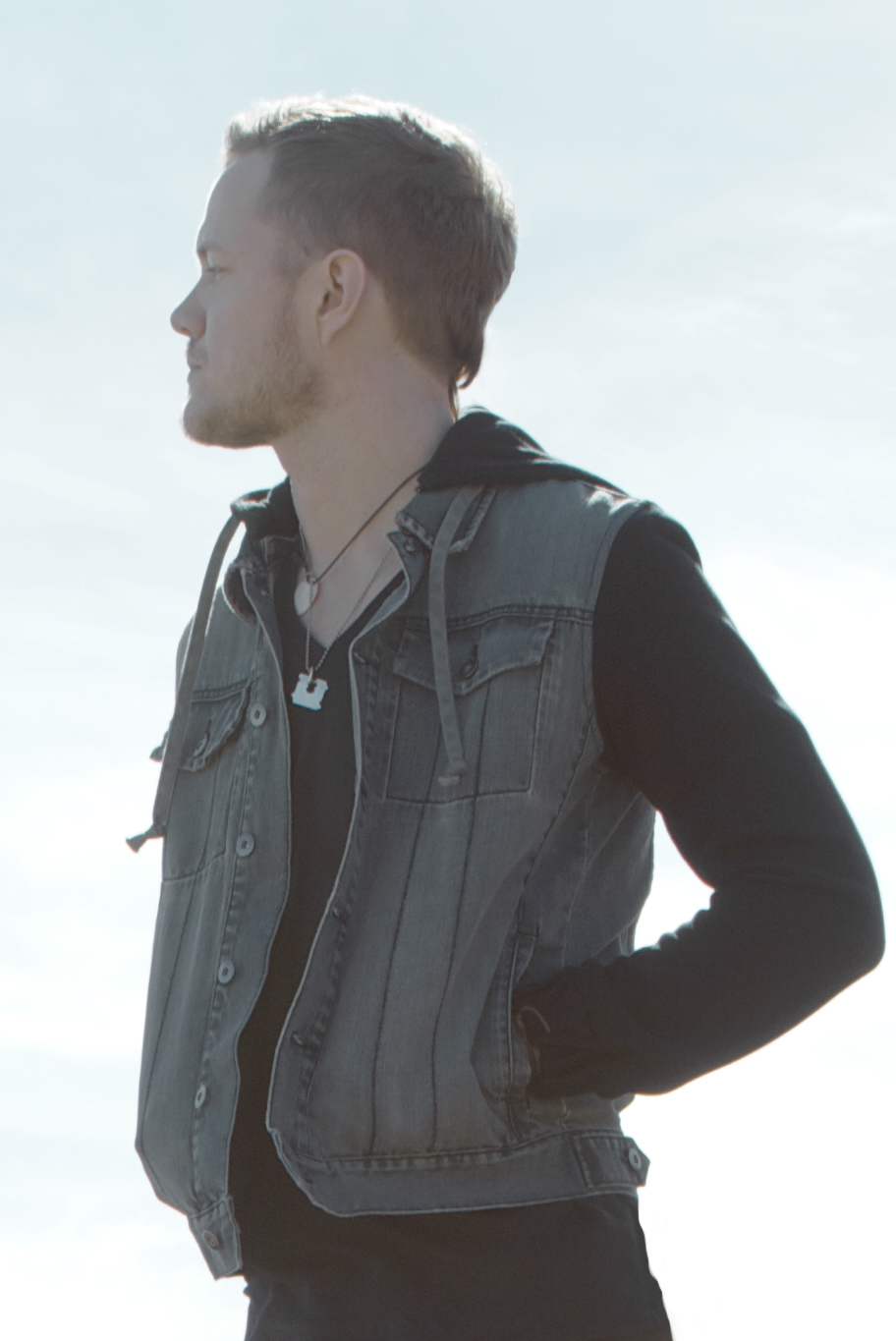
Dan Reynolds

### Copilăria lui Dan Reynolds

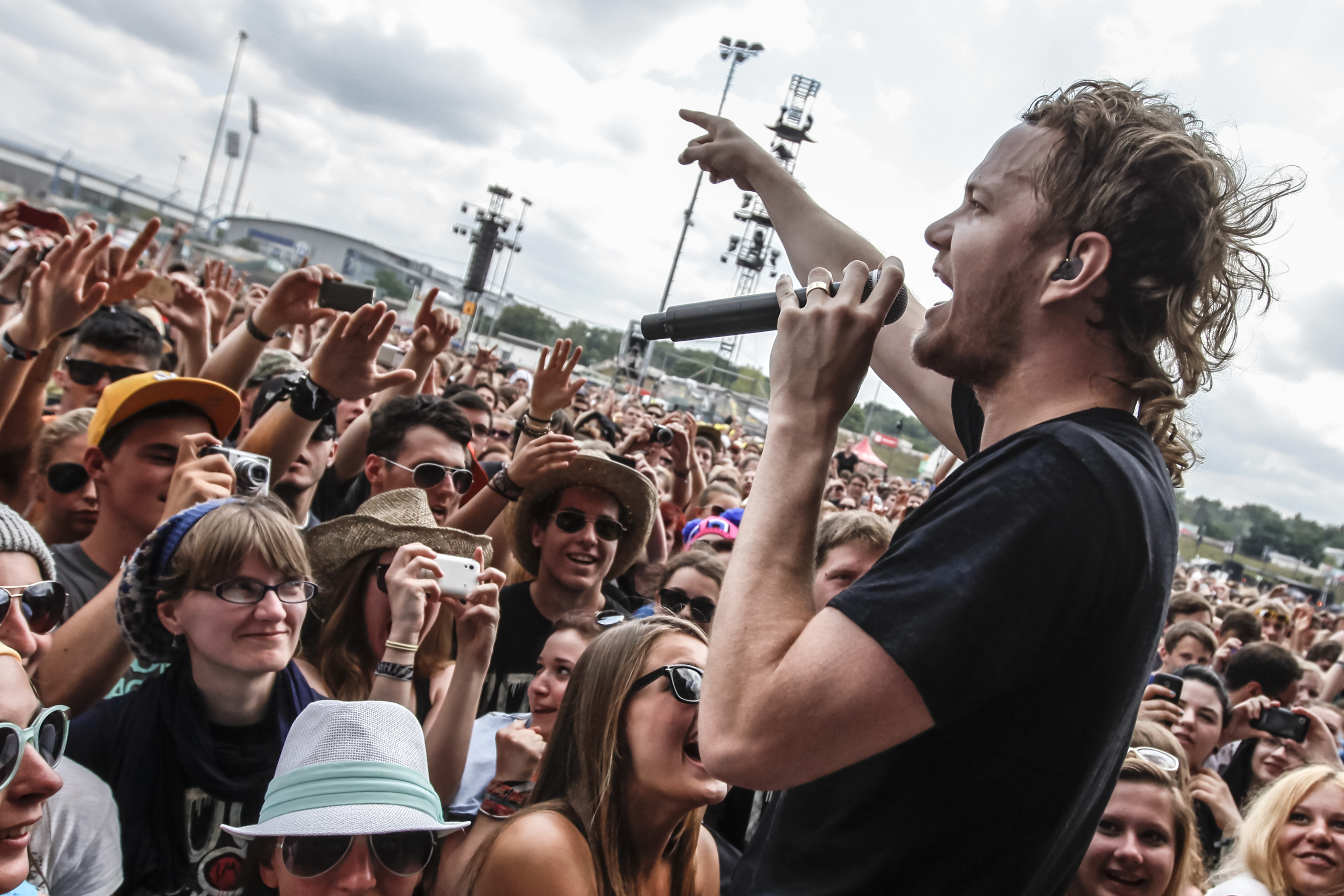
Dan Reynolds

Dan este fiul lui Ronald Reynolds și a lui Christene M. (numele de fatǎ Callister), fiind al 7-lea copil din 9. Amândoi pǎrinții sunt din Nevada, Dan fiind a patra generație din Nevada. La vârsta de 18 ani, membru al religiei mormone, s-a oferit voluntar ca misionar în Nebraska. Asta consta în a bate pe la ușile oamenilor purtând un tricou cu numele sǎu și a-i convinge pe oameni să-și schimbe religia în cea mormonă. Deși mulți îi închideau ușa în nas, Dan a spus într-un interviu cǎ aceastǎ experiențǎ i-a schimbat viața, astfel, dupǎ 2 ani petrecuți ca misionar mormon, a renunțat la colegiu pentru a-și crea propria trupǎ, deși mamei lui i se părea o idee nebuneascǎ.

### Povestea melodiilor „It's time” și „Radioactive”
Dan a povestit cum „It's time” este un cântec pe care l-a scris la un punct slab din viața lui, mai exact atunci când a pǎrǎsit colegiul pentru a-și face propria formație, înțelegând cǎ pǎrinții lui nu o sǎ-l lase. „It's time” nu a fost primul lui cântec scris, el începând sǎ compunǎ încǎ de la 12 ani.
Când au trebuit să facǎ videoclipul la piesa „Radioactive”, toți directorii cu care a lucrat Dan au vrut sǎ-i punǎ pe ei îmbrǎcați în costume radioactive pe un fundal apocaliptic, ceea ce era exact ce nu voia Dan și trupa lui. Astfel, fǎcând acest videoclip, Dan a spus cum problema lui cu depresia s-a mai ameliorat. Pǎpușile au fost inspirate din Muppets, un show preferat de-al lui Dan, și laserul din ochii ursulețului roz a fost tot ideea lui.
1. ↑  Dan Reynolds (5), Discogs, accesat în 9 octombrie 2017